# Distrito de la Comarca de Zwickau
El Distrito de Zwickauer Land (en alemán: Landkreis Zwickauer Land) fue, entre 1994 y 2008, un Landkreis (distrito) ubicado al sudoeste del land (estado federado) de Sajonia, en Alemania). Limitaba al norte y al oeste con el land de Turingia (distritos de Comarca de Altemburgo y Greiz), al noroeste con el distrito de la Comarca de Chemnitz, al este con el distrito de Stollberg, al sur con el distrito de Aue-Schwarzenberg y al sudoeste con el distrito de Vogtland. La ciudad independiente (kreisfreie Stadt) de Zwickau se encontraba en el centro del distrito y rodeada casi completamente por él. La capitalidad del distrito recaía en la ciudad de Werdau.
El distrito se creó en la reforma territorial de 1994, se vio despojado de algunas pequeñas localidades en 1999 y desapareció el 1 de agosto de 2008 para integrarse en el nuevo distrito de Zwickau, en el marco de una nueva reforma de los distritos de Sajonia, aprobada por ley del land de 29 de enero de 2008.

## Geografía
El territorio es atravesado por los ríos de Zwickauer Mulde y el Pleiße, que discurren al sudeste del estado federal de Sachsen, y parte del distrito se encuentra sobre el Erzgebirge y el Vogtland.

## Composición del distrito
(Número de Habitantes a 30 de septiembre de 2005)
| Ciudades | |
| 1. Crimmitschau, Gran Ciudad (22.376) 2. Hartenstein (5.071) 3. Kirchberg (9.461) 4. Werdau, Gran ciudad (24.368) 5. Wildenfels (4.005) 6. Wilkau-Haßlau (11.810) | Municipios 1. Crinitzberg (2.304) 2. Dennheritz (1.465) 3. Hartmannsdorf b. Kirchberg (1.475) 4. Hirschfeld (1.282) 5. Fraureuth (5.780) 6. Langenbernsdorf (3.986) 7. Langenweißbach (2.858) 8. Lichtentanne (7.114) 9. Mülsen (12.521) 10. Neukirchen/Pleiße (4.439) 11. Reinsdorf (8.721) |